# Itoplectis nefasta
Itoplectis nefasta är en stekelart som beskrevs av Forster 1888. Itoplectis nefasta ingår i släktet Itoplectis och familjen brokparasitsteklar. Inga underarter finns listade i Catalogue of Life.